# Geh und lebe
Geh und lebe (Va, vis et deviens) ist ein 2005 erschienener französisch-israelischer Film von Radu Mihăileanu, der vor dem Hintergrund der Einwanderung der äthiopischen Juden, den Falaschen, nach Israel spielt.

## Handlung
Geh und lebe beginnt im Jahre 1984 in einem Flüchtlingslager im Sudan. Tausende äthiopische Juden, Christen und Muslime sind vor der Hungersnot dorthin geflohen und leiden nun in den „Hungerlagern“ an Unterernährung und Krankheit. Die Juden werden im Rahmen der Operation Moses nach Israel ausgeflogen. Eine christliche Mutter schickt daraufhin ihren Sohn fort, um ihm so das Leben zu retten, mit den Worten: „Geh und lebe“.
Der Junge gibt sich von nun an als Jude aus, nennt sich Salomon (Schlomo), wird nach Israel gebracht und von einer jüdischen Familie adoptiert. Er muss sich in einer ihm fremden Kultur zurechtfinden und auch mit dem Misstrauen umgehen, das viele weiße Israelis den schwarzen äthiopischen Juden entgegenbringen – und nicht zuletzt muss Schlomo sein Geheimnis hüten, denn kommt heraus, dass er gar kein Jude ist, so wird er von der Regierung nach Äthiopien zurückgeschickt. Die ganze Zeit über leidet Schlomo zudem sehr unter der Trennung von seiner Mutter. Er wird Arzt, heiratet und kehrt zurück in die Flüchtlingslager, um zu helfen und seine Mutter zu suchen.

## Preise und Nominierungen
- Vancouver International Film Festival: Beliebtester internationaler Film 2005
- Panorama-Publikumspreis der Berlinale 2005
- Preis der Ökumenischen Jury der Berlinale 2005
- Goldener Schwan des Copenhagen International Film Festivals 2005
- Regiepreis des Filmfestivals Münster 2005
- César für das Beste Originaldrehbuch 2006